# В. Дж. Сабу Джозеф
В. Дж. Сабу Джозеф (англ. V. J. Sabu Joseph; род. 23 августа 1981 года, Мадрас, Индия) — индийский монтажёр, занятый в киноиндустрии на тамильском языке. Лауреат Национальной кинопремии за лучший монтаж.

## Биография
Джозеф родился в ортодоксальной христианской семье, не имеющей отношения к миру кино. В институте изучал визуальные коммуникации
и проработал шесть месяцев в области телемаркетинга.
В 2002 он начал изучать киномонтаж, работая помощником монтажёра, сначала недолго у Удхая Шанкара, затем у С. Сатиша и Дж. Н. Харши в фильмах Thiruda Thirudi и Autograph, а потом у Энтони в фильмах 4 The People и Manmadhan. Примерно в это время произошёл переход от ручного способа монтажа к цифровому, так что Джозефу пришлось изучить сначала один, а затем другой. Он также помогал с монтажом в фильмах «Мой автограф» (2006), Pallikoodam и Satham Podathey (2007) и редактировал трейлеры к фильмам Kadhalil Vizhunthen и «Вайшали». 
Его первой самостоятельной работой стал монтаж в криминальном триллере Aanmai Thavarael (2011). А уже вторая — спортивная драма Vallinam — принесла ему Национальную кинопремию за лучший монтаж.
Семья
Женат, есть дочь Таня.